# Team Saxo Bank/Saison 2009
Mannschaft und Erfolge des Teams Saxo Bank in der Saison 2009.

## Erfolge

### Erfolge in der ProTour
| Datum        | Rennen                          | Fahrer            |
| ------------ | ------------------------------- | ----------------- |
| 26. April    | Lüttich–Bastogne–Lüttich        | Andy Schleck      |
| 19. Mai      | 2. Etappe Katalonien-Rundfahrt  | Matti Breschel    |
| 13. Juni     | 1. Etappe Tour de Suisse (EZF)  | Fabian Cancellara |
| 16. Juni     | 4. Etappe Tour de Suisse        | Matti Breschel    |
| 21. Juni     | 9. Etappe Tour de Suisse (EZF)  | Fabian Cancellara |
| 13.–21. Juni | Gesamtwertung Tour de Suisse    | Fabian Cancellara |
| 4. Juli      | 1. Etappe Tour de France (EZF)  | Fabian Cancellara |
| 16. Juli     | 12. Etappe Tour de France       | Nicki Sørensen    |
| 22. Juli     | 17. Etappe Tour de France       | Fränk Schleck     |
| 23. August   | 5. Etappe Eneco Tour            | Lars Bak          |
| 29. August   | 1. Etappe Vuelta a España (EZF) | Fabian Cancellara |
| 5. September | 7. Etappe Vuelta a España (EZF) | Fabian Cancellara |

### Erfolge in den Continental Circuits
| Datum                | Rennen                                    | Fahrer               |
| -------------------- | ----------------------------------------- | -------------------- |
| 25. Januar           | 7. Etappe Tour de San Luis                | Juan José Haedo      |
| 14. Februar          | Prolog Kalifornien-Rundfahrt (EZF)        | Fabian Cancellara    |
| 22. Februar          | 8. Etappe Kalifornien-Rundfahrt           | Fränk Schleck        |
| 22. März             | Grand Prix Cholet-Pays de la Loire        | Juan José Haedo      |
| 29. März             | 2. Etappe Critérium International         | Jens Voigt           |
| 28.–29. März         | Gesamtwertung Critérium International     | Jens Voigt           |
| 5. Juni              | 2. Etappe Luxemburg-Rundfahrt             | Andy Schleck         |
| 6. Juni              | 3. Etappe Luxemburg-Rundfahrt             | Fränk Schleck        |
| 7. Juni              | 4. Etappe Luxemburg-Rundfahrt             | Matti Breschel       |
| 3.–7. Juni           | Gesamtwertung Luxemburg-Rundfahrt         | Fränk Schleck        |
| 18. Juni             | 1. Etappe Slowenien-Rundfahrt             | Jakob Fuglsang       |
| 18.–21. Juni         | Gesamtwertung Slowenien-Rundfahrt         | Jakob Fuglsang       |
| 25. Juni             | Dänische Meisterschaft – Einzelzeitfahren | Lars Bak             |
| 28. Juni             | Schweizer Meisterschaft – Straßenrennen   | Fabian Cancellara    |
| 28. Juni             | Luxemburger Meisterschaft – Straßenrennen | Andy Schleck         |
| 28. Juni             | Norwegische Meisterschaft – Straßenrennen | Kurt Asle Arvesen    |
| 28. Juni             | Schwedische Meisterschaft – Straßenrennen | Marcus Ljungqvist    |
| 28. Juni             | Dänische Meisterschaft – Straßenrennen    | Matti Breschel       |
| 26. Juli             | 2. Etappe Tour de Wallonie                | Juan José Haedo      |
| 27. Juli             | 3. Etappe Tour de Wallonie                | Matthew Goss         |
| 29. Juli             | 5. Etappe Tour de Wallonie                | Matthew Goss         |
| 29. Juli             | 1. Etappe Post Danmark Rundt              | Matti Breschel       |
| 30. Juli             | 2. Etappe Post Danmark Rundt              | Nicki Sørensen       |
| 31. Juli             | 3. Etappe Post Danmark Rundt              | Jakob Fuglsang       |
| 29. Juli – 2. August | Gesamtwertung Post Danmark Rundt          | Jakob Fuglsang       |
| 27. August           | 3. Etappe Tour du Poitou Charentes (EZF)  | Gustav Erik Larsson  |
| 25.–28. August       | Gesamtwertung Tour du Poitou Charentes    | Gustav Erik Larsson  |
| 10. September        | 4. Etappe Tour of Missouri                | Juan José Haedo      |
| 12. September        | Paris-Brüssel                             | Matthew Goss         |
| 4. Oktober           | 4. Etappe Circuit Franco-Belge            | Juan José Haedo      |
| 25. Oktober          | Japan Cup                                 | Chris Anker Sørensen |

## Mannschaft

### Zugänge – Abgänge
| Zugänge         | Team 2008           | Abgänge          | Team 2009        |
| --------------- | ------------------- | ---------------- | ---------------- |
| Frank Høj       | Cofidis             | Íñigo Cuesta     | Cervélo TestTeam |
| Dominic Klemme  | Team 3C Gruppe      | Wolodymyr Hustow | Cervélo TestTeam |
| Jakob Fuglsang  | Team Designa Køkken | Carlos Sastre    | Cervélo TestTeam |
| Alex Rasmussen  | Team Designa Køkken | Michael Blaudzun | Karriereende     |
| Michael Mørkøv  | Team GLS-Pakke Shop | Bradley McGee    | Karriereende     |
| Jonathan Bellis | Neoprofi            |                  |                  |

### Mannschaft
| Name                 | Geburtstag         | Nationalität           |
| -------------------- | ------------------ | ---------------------- |
| Kurt Asle Arvesen    | 9. Februar 1975    | Norwegen               |
| Lars Bak             | 16. Januar 1980    | Dänemark               |
| Jonathan Bellis      | 16. August 1988    | Vereinigtes Königreich |
| Lasse Bøchman        | 13. Juni 1983      | Dänemark               |
| Matti Breschel       | 31. August 1984    | Dänemark               |
| Fabian Cancellara    | 18. März 1981      | Schweiz                |
| Jakob Fuglsang       | 22. März 1985      | Dänemark               |
| Matthew Goss         | 5. November 1986   | Australien             |
| Juan José Haedo      | 26. Januar 1981    | Argentinien            |
| Frank Høj            | 4. Januar 1973     | Dänemark               |
| Dominic Klemme       | 31. Oktober 1986   | Deutschland            |
| Kasper Klostergård   | 22. Mai 1983       | Dänemark               |
| Alexander Kolobnew   | 4. Mai 1981        | Russland               |
| Karsten Kroon        | 29. Januar 1976    | Niederlande            |
| Gustav Erik Larsson  | 20. September 1980 | Schweden               |
| Marcus Ljungqvist    | 26. Oktober 1974   | Schweden               |
| Anders Lund          | 14. Februar 1985   | Dänemark               |
| Jason McCartney      | 3. September 1973  | Vereinigte Staaten     |
| Michael Mørkøv       | 30. April 1985     | Dänemark               |
| Stuart O’Grady       | 6. August 1973     | Australien             |
| Alex Rasmussen       | 9. Juni 1984       | Dänemark               |
| Andy Schleck         | 10. Juni 1985      | Luxemburg              |
| Fränk Schleck        | 15. April 1980     | Luxemburg              |
| Chris Anker Sørensen | 5. September 1984  | Dänemark               |
| Nicki Sørensen       | 14. Mai 1975       | Dänemark               |
| André Steensen       | 12. Oktober 1987   | Dänemark               |
| Jurgen Van Goolen    | 28. November 1980  | Belgien                |
| Jens Voigt           | 17. September 1971 | Deutschland            |